# James Barroll Ricaud

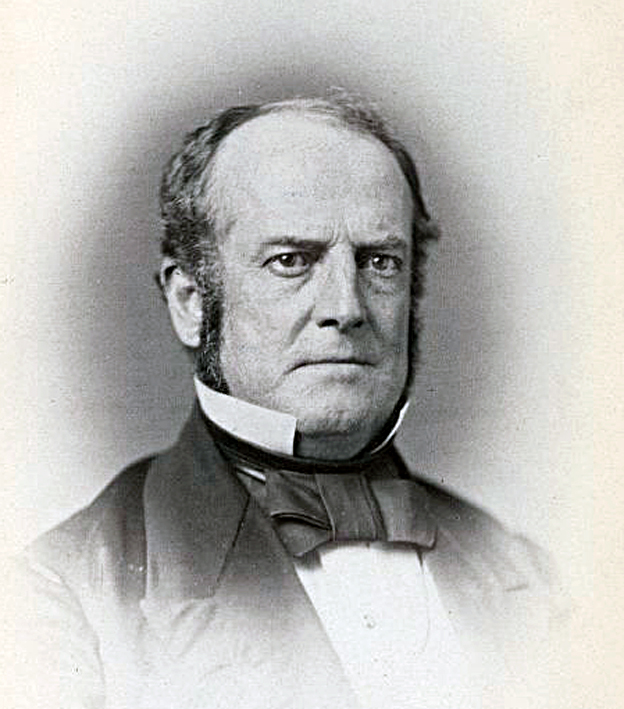
James Barroll Ricaud (1859)

James Barroll Ricaud (* 11. Februar 1808 in Baltimore, Maryland; † 24. Januar 1866 in Chestertown, Maryland) war ein US-amerikanischer Politiker. Zwischen 1855 und 1859 vertrat er den Bundesstaat Maryland im US-Repräsentantenhaus.

## Werdegang
James Ricaud besuchte die öffentlichen Schulen seiner Heimat und danach bis 1828 das  Washington College in Chestertown. Nach einem anschließenden Jurastudium und seiner 1829 erfolgten Zulassung als Rechtsanwalt begann er in Chestertown in diesem Beruf zu arbeiten. Gleichzeitig schlug er eine politische Laufbahn ein. Im Jahr 1834 saß er im Abgeordnetenhaus von Maryland; zwischen 1836 und 1844 gehörte er dem Staatssenat an. Mitte der 1830er Jahre schloss sich Ricaud der damals gegründeten Whig Party an. In den Jahren 1840 und 1844 war er für diese Partei Wahlmann bei den jeweiligen Präsidentschaftswahlen. Nach der Auflösung der Whigparty in den 1850er Jahren wurde er Mitglied der kurzlebigen American Party.
Bei den Kongresswahlen des Jahres 1854 wurde Ricaud im zweiten Wahlbezirk von Maryland in das US-Repräsentantenhaus in Washington, D.C. gewählt, wo er am 4. März 1855 die Nachfolge von Jacob Shower antrat. Nach einer Wiederwahl konnte er bis zum 3. März 1859 zwei Legislaturperioden im Kongress absolvieren. Diese waren von den Ereignissen im Vorfeld des Bürgerkrieges geprägt.
Nach dem Ende seiner Zeit im US-Repräsentantenhaus praktizierte James Ricaud zunächst wieder als Anwalt. Im Jahr 1864 wurde er Richter im zweiten Gerichtsbezirk von Maryland. Er starb am 24. Januar 1866 in Chestertown, wo er auch beigesetzt wurde.